# Néomalthusianisme
Le néomalthusianisme est une actualisation de la doctrine de Thomas Malthus et de sa prise de conscience des ressources limitées de la Terre. Selon Malthus, la croissance démographique est beaucoup plus rapide que la croissance de la production alimentaire, ce qui nécessite une limitation de la natalité pour éviter les famines dues à la surpopulation. Les néomalthusiens font de cette limitation des naissances un droit et un devoir humains.

## En France
C'est à la fin du XIXe siècle que des théoriciens anarchistes tels que Paul Robin développent en France des thèses néomalthusiennes, que l'écrivain et journaliste Octave Mirbeau s'emploie à populariser dans la grande presse, à contre-courant des thèses natalistes et populationnistes en vigueur au nom de la « Revanche ». Rares sont alors les syndicalistes et les socialistes à se joindre aux militants anarchistes néomalthusiens.
À l'analyse de Malthus, les libertaires néomalthusiens ajoutent deux éléments fondamentaux : d'une part, il serait monstrueux de produire massivement la chair à canon dont les bourgeoisies industrielles ont besoin pour les prochaines boucheries (ils s'opposent donc aux politiques natalistes mises en œuvre afin de préparer la guerre programmée dans les meilleures conditions, grâce à l'abondance de l'infanterie), la chair à travail (qui facilite l'exploitation patronale), la chair à plaisir (qui alimente la prostitution). Ils appellent à la « grève des ventres », expression forgée par Marie Huot.
D'autre part, ils réclament un contrôle des naissances grâce aux moyens contraceptifs en usage et à l'avortement. Poursuivant ce but, Paul Robin fonde en 1896 la Ligue de la régénération humaine. Opposée à la propagande nataliste, elle diffuse des moyens contraceptifs au nom de la libération des femmes : elles doivent échapper à leur destin de génitrices. Elle sera dissoute en 1908. Eugène et Jeanne Humbert, devenus les principaux animateurs du mouvement, créent Génération consciente et poursuivent leur propagande après son interdiction par la loi de 1920, qui interdit toute propagande antinataliste. Leur activité militante leur vaut plusieurs séjours en prison.
Durant l'entre-deux-guerres, il n'y a pas de « rencontre historique du féminisme et du néomalthusianisme ». La majorité des féministes réformatrices se rangent en effet derrière la bannière populationniste pour tenter de gagner de nouveaux droits pour les mères. Les militantes féministes pour un contrôle des naissances — Nelly Roussel, Madeleine Pelletier ou Berty Albrecht — sont rares.
Dans les dernières décennies du XXe siècle, la lutte pour le contrôle des naissances a pris une grande extension. D'une part, grâce au mouvement des femmes réclamant la libre disposition de leur corps et proclamant leur droit de n'avoir que des enfants désirés : fondation du Planning familial, création du M.L.A.C. (Mouvement pour la liberté de l'avortement et de la contraception) en 1972, ce qui aboutit à la loi Veil de janvier 1975 légalisant l'interruption volontaire de grossesse (IVG) pour motif de détresse de la mère. D'autre part, grâce aux mouvements écologiste et altermondialiste, dans lesquels s'inscrit notamment le Club de Rome : l'objectif est de sauver la planète de la pollution et de l'épuisement des matières premières non renouvelables, et de permettre un développement durable dans les pays du sud.

## Aux Pays-Bas
En 1881 est fondée aux Pays-Bas la Nieuw-Malthusiaanse Bond (nl) (Ligue néomalthusienne) animée par le médecin Jan Rutgers (nl) aux sympathies anarchistes affirmées.

## Débat sur les limites planétaires
Dans le débat sur le caractère limité des ressources disponibles, le cornucopianisme s'oppose schématiquement au néomalthusianisme. Selon les universitaires Jean-Frédéric Morin, Amandine Orsini et Maya Jegen, « tant l'expression « néomalthusiens » que celle de « cornucopiens » ont un caractère péjoratif et sont principalement utilisées par leurs détracteurs pour mieux les discréditer. La majorité des auteurs néomalthusiens souscrivent plutôt à la représentation systémique et les auteurs cornucopiens à la représentation libérale de la protection de l'environnement (Bernstein, 2001 ; Clapp et Dauvergne, 2008 ; Dryzek, 2005) ». Ils définissent ainsi la thèse des néomalthusiens :

« Le néomalthusianisme se fonde sur le postulat que la planète Terre est un système fini et que ses ressources naturelles sont limitées. Le système terrestre ne peut compter que sur ses dynamiques internes pour assurer sa survie. A l'image d'un navire isolé sur les océans ou d'une navette spatiale propulsée dans l'espace, la Terre est livrée à elle-même et aucun apport extérieur n'est possible, hormis l'irradiation solaire. Dès lors, pour que les dynamiques internes assurent la pérennité du système, elles doivent se fonder sur certains équilibres, dont celui entre la consommation et la régénération des ressources et celui entre l'émission et l'absorption des pollutions. Ces points d'équilibre définissent la « capacité porteuse » de la Terre (aussi appelée « capacité limite »), c'est-à-dire les pressions maximales que la planète peut supporter tout en assurant sa pérennité. »